# Józef Popławski
Józef Nikodem Popławski (ur. 14 listopada 1857 w Hrubieszowie, zm. 20 maja 1921 w Warszawie) – polski aktor i reżyser teatralny oraz dyrektor teatrów, dramaturg.

## Życiorys
Kształcił się we Lwowie. Na scenie debiutował najprawdopodobniej w 1877 roku, później uczył się aktorstwa w szkole Emiliana Derynga. W 1879 roku grał w Łodzi, a następnie w latach 1879–1885 w Warszawie (Warszawskie Teatry Rządowe 1879, 1885, Alhambra 1879, 1880, 1883, Belle Vue 1882, 1884, Eldorado, Nowy Świat 1883), w 1897 roku w Lublinie, w latach 1881–1883 w Piotrkowie Trybunalskim oraz w 1884 roku Sosnowcu. Kolejne lata pracy aktorskiej spędził w Poznaniu (1885–1886, 1886–1890), Kaliszu, Toruniu i Włocławku (1886), Warszawie (Alhambra 1886, Wodewil 1889, 1890, WTR 1889, Belle Vue 1891), Łodzi (1890–1891) oraz Petersburgu (1891–1893) oraz Moskwie (1893, także reżyseria).
W latach 1893–1898 był członkiem zespołu Teatru Miejskiego w Krakowie. Następnie, wraz z żoną Gabrielą Morską zorganizował zespół teatralny, z którym w latach 1898–1899 odwiedził m.in. Rygę, Petersburg, Moskwę, Charków, Jelizawietgrad, Kiszyniów, Odessę oraz Kijów. W okresie od 1900 do 1906 roku grał głównie w Krakowie (Teatr Miejski, Teatr Ludowy) oraz we Lwowie (1901–1903). Ponadto okazyjnie występował w Warszawie (1900, 1906), a w 1905 roku wraz z zespołem objazdowym odwiedził m.in. Nowy Sącz, Stryj i Sambor. Lata 1906–1910 spędził w Wilnie, gdzie grał i reżyserował m.in. w Teatrze Polskim. Następnie, z własnym zespołem dawał przedstawienia w m.in. Kownie, Mińsku, Nieświeżu, Petersburgu, Żytomierzu i Kijowie (1911–1912). W latach 1912–1919 pracował w Warszawie, gdzie grał i reżyserował w Teatrze Małym (1912–1913), kierował Teatrami: Popularnym (1913–1916) oraz Praskim (1916–1917) oraz występował w Teatrach: Polskim (1917–1918) oraz im. St. Staszica (1918–1919). Ostatnie lata spędził na deskach Teatru Polskiego w Poznaniu (1919–1921) jako aktor i reżyser. 
Zajmował się również tworzeniem i tłumaczeniem utworów scenicznych. Był również autorem adaptacji scenicznych utworów, opartych na Trylogii Henryka Sienkiewicza (Mały rycerz, Hajduczek, Kmicic).
Został pochowany na Cmentarzu Powązkowskim w Warszawie (kw. 234, rz. 3, m. 24-25).

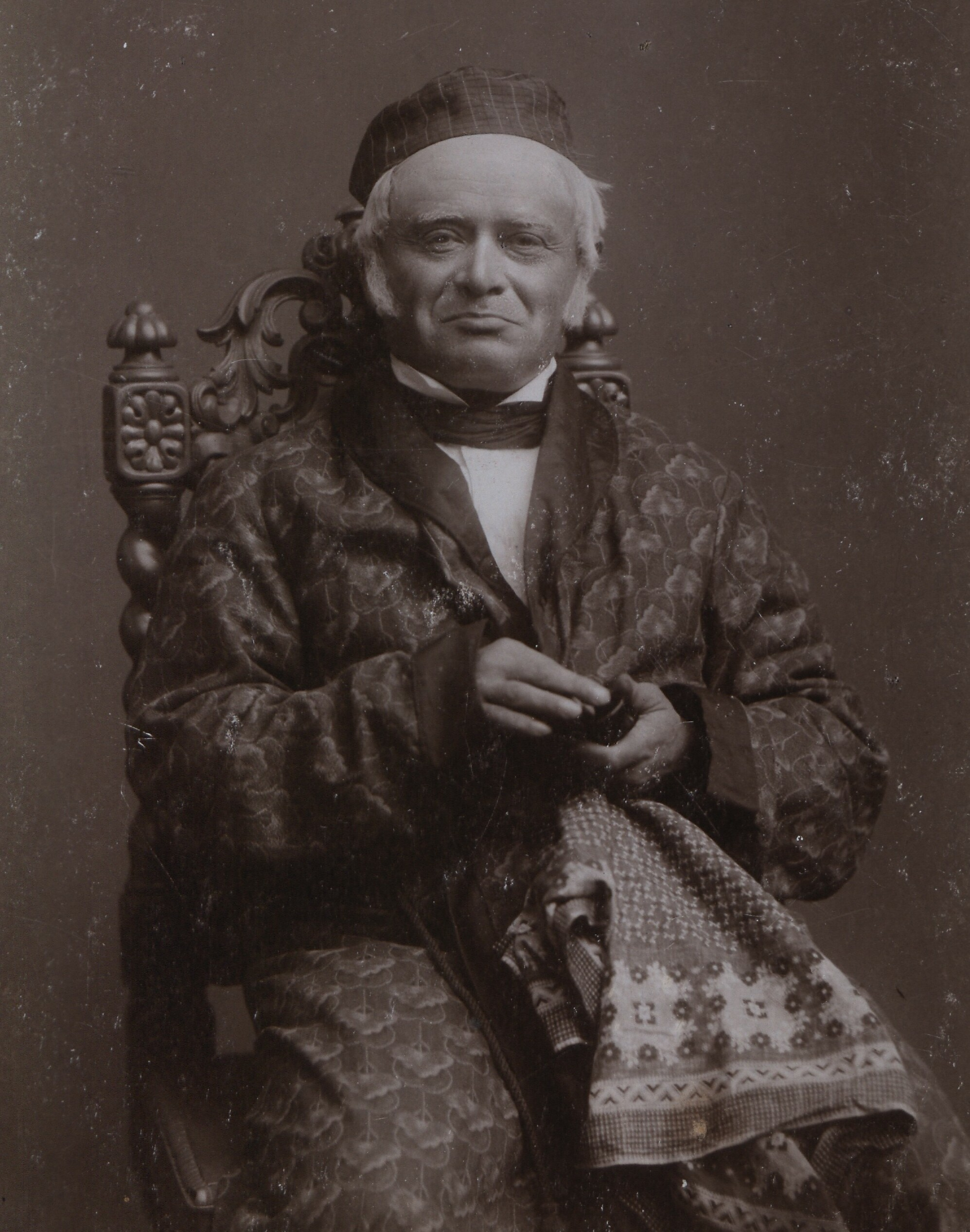
Józef Popławski w kreacji sceniczne (ok. 1906–1910)
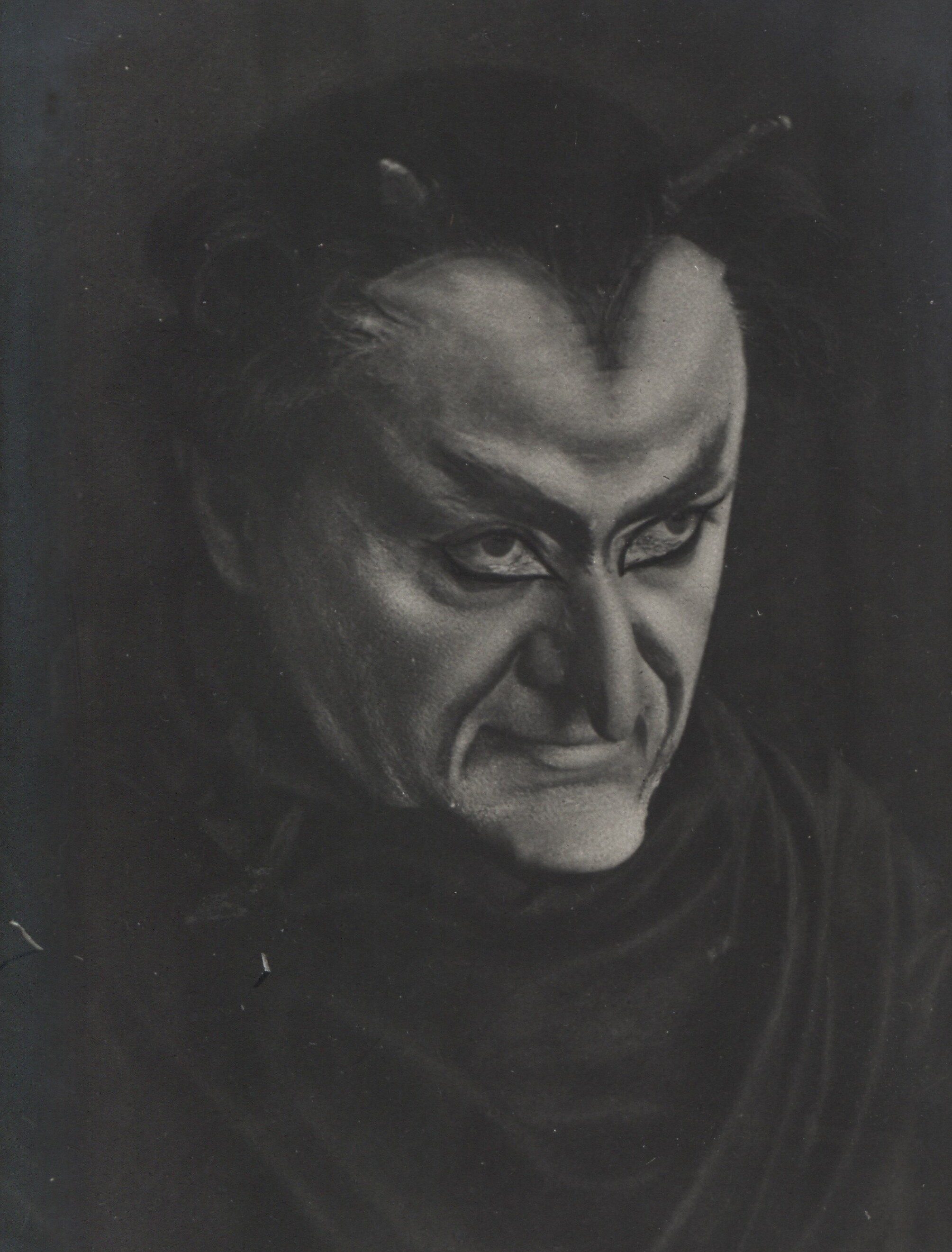
Józef Popławski, Teatr Polski w Wilnie (ok. 1906–1910)
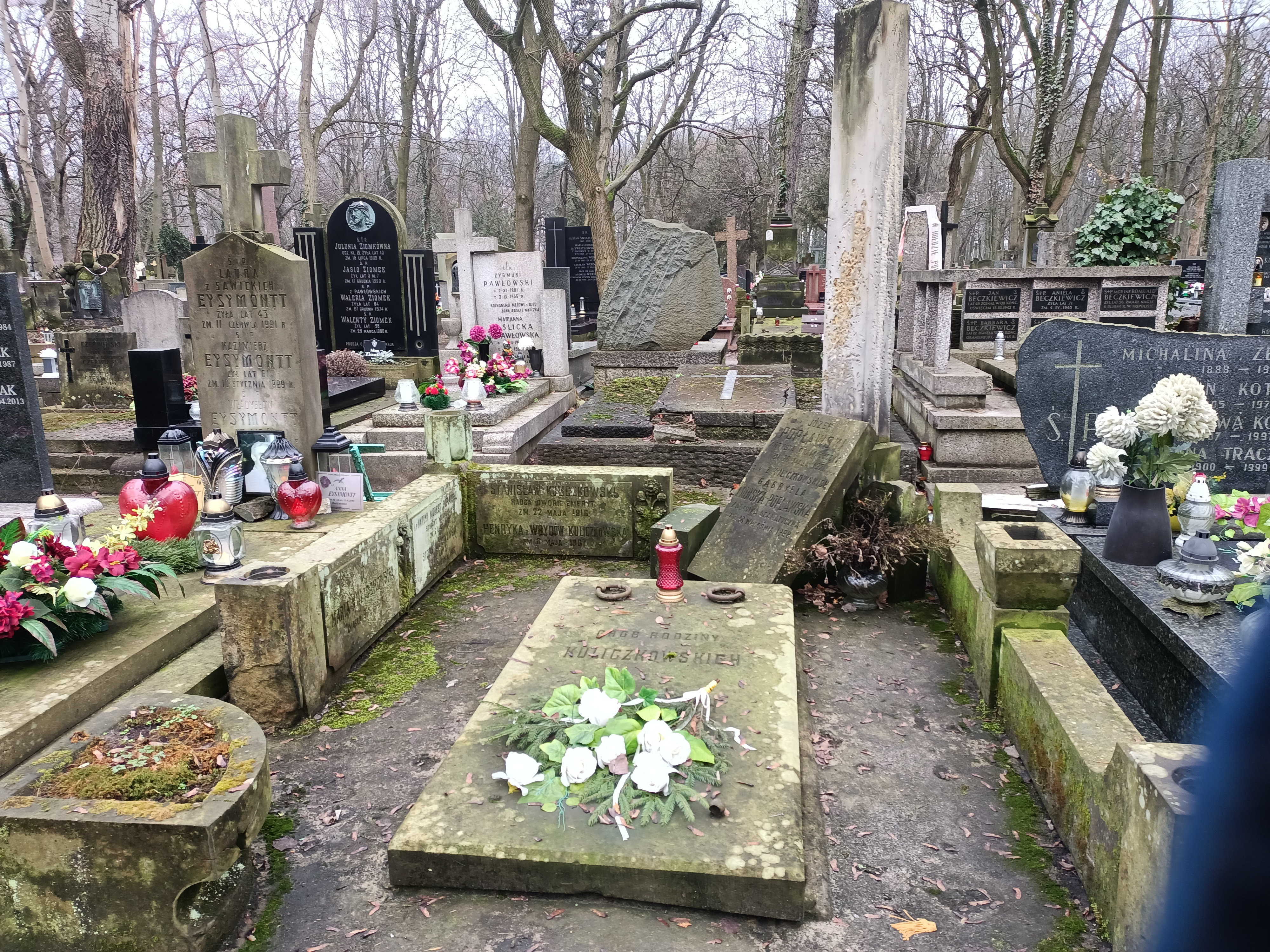
Grób Józefa Popławskiego i Gabrieli Morskiej na Cmentarzu Powązkowskim